# Ranger–2
A Ranger–2 (angolul: útkereső) amerikai űrszonda, amelyet a Ranger-program keretében indítottak, Hold kutató műhold.

## Küldetés
A szondát a NASA Jet Propulsion Laboratoryban fejlesztettek ki. A NASA a Hold látható oldalának módszeres kutatását kezdte meg, amely a Surveyor-programmal, majd a Lunar Orbiter-programmal folytatódott és az Apollo-programmal, a Holdra szállással csúcsosodott ki. A Mariner-program keretében a kifejlesztett rendszert használták.

## Jellemzői
1961. november 18-án a Cape Canaveral Air Force Station kilövőállomásról egy140 tonnás három és fél (indításnál szilárdhajtóanyagú segédrakéták) fokozatú Atlas–Agena B rakétával állították Föld körüli pályára. Az orbitális egység pályája 88,3 perces, 33,3 fokos hajlásszögű, elliptikus pálya perigeuma 150 kilométer, az apogeuma 242 kilométer volt. A hordozóeszköz fokozatának sikertelen indítása miatt parkolópályán maradt, nem érte el a második kozmikus sebességet. Hossztengelyében stabilizált, a Hold–Nap összekötő egyenessel párhuzamos volt. November 20-án északnyugat-Afrika felett befejezte szolgálatát, elégett a Föld légkörében
A szondát egy hatszögletű vázra építették. Az energiaellátást kettő napelemtábla (8680napelemlapocskával) illetve akkumulátorok segítségével (AgZn) biztosította. A testben illetve a tetején levő kúpos műszeres térben helyezték el a vidikon-televíziós kamerákat, az elektronikát és a helyzetszabályzót, a telepeket, a vezérlőegységet, a rádióadókat, a helyzetszabályzó hideggáz tartályt- illetve  fúvókát. Átmérője 1,52 méter, magassága 2,51 méter. A nyitott napelemtáblák 4,57 méterrel növelték meg az átmérőjét. Tömege 304 kilogramm. A rádiókapcsolatot egy kis botantenna és egy, a Földre irányított, 1,2 méter átmérőjű parabolaantenna biztosította. Műszerei: Lyman-α napsugárzás detektor,-  elektrosztatikus plazma analizátor,-  közepes energiájú kozmikus sugárzás érzékelő,- ionizáló kozmikus sugárzásmérő,- detektor kozmikus sugárzásmérő,- magnetométer,- mikrometeorit detektor.